# Helen Kaunda
Helen Kaunda è un ward dello Zambia, parte della Provincia di Copperbelt e del Distretto di Chililabombwe.